# David Henrie
David Clayton Henrie (* 11. července 1989, Mission Viejo, Kalifornie, USA) je americký herec, kterého proslavily role syna v seriálu Jak jsem poznal vaši matku (vysílán mezi lety 2005–⁠2014) a role Olivera Palumba ve filmu Vražda v Hollywoodu.

## Životopis
Když mu byly 2 roky, přestěhovala se jeho rodina do Arizony. Už v 5 letech začal hrát. Pak se dostal na filmové nebe jako Petey Pitt v seriálu The Pitts. Hostoval také v seriálech Dr. House, Námořní vyšetřovací služba a jiných. Pak dostal roli v seriálu Jak jsem poznal vaši matku a poté v sitcomu Kouzelníci z Waverly.

## Filmografie
- 2003 – That's So Raven – Larry
- 2003 – Prázdniny v Arizoně – Bad
- 2003 – Oživlá monstra – Burke
- 2004 – Vražda v Hollywoodu – Oliver Palumbo
- 2004 – The Kindness of Strangers – Sniffly
- 2005 – Jak jsem poznal vaši matku – Syn
- 2007 – Kouzelníci z Waverly – Justin Russo
- 2009 – Kouzelníci z Waverly (film) – Justin Russo
- 2009 – Táta v trapu – Wheeze
- 2010 – Jonas Los Angeles – David Henrie